# Brain’s Green
Brain’s Green – wieś w Anglii, w hrabstwie Gloucestershire. Leży 21 km na południowy zachód od miasta Gloucester i 166 km na zachód od Londynu.